# Play! A Video Game Symphony
PLAY! A Video Game Symphony — серия концертов, на которых музыка из видеоигр исполняется оркестром вживую. С 2006 по 2010 год концерты дирижировались Эрни Ротом. С 2010 года его место занял Энди Брик.

## История
В 2004 году Square Enix попросила Джейсона Мишеля Пауля (англ. Jason Michael Paul) организовать концерт, на котором были бы исполнены песни из саундтрека к играм серии Final Fantasy. После того, как билеты были распроданы всего за несколько дней, Пауль решил организовать серию концертов. Был приглашён Эрни Рот, который ранее были дирижёром на концертах Dear Friends — Music from Final Fantasy и More Friends: Music from Final Fantasy. Энди Брик, ранее бывший дирижёром на концертах Symphonic Game Music Concerts, был выбран в качестве помощника Эрни. Музыка обычно исполняется местными музыкантами и хором.
Первый концерт серии Play! состоялся 27 мая 2006 года в театре Роузмонт (Чикаго, Иллинойс). На нём исполнялись избранные работы Кодзи Кондо, Анджелы Аки и Акиры Ямаоки; на концерте присутствовали композиторы Нобуо Уэмацу, Ясунори Мицуда и Джереми Соул.

## Концерты
На каждом концерте небольшой оркестр и хор исполняют музыку из компьютерных игр; на трёх экранах демонстрируются отрывки из соответствующей игры. Каждый раз играет музыкальное вступление, написанное Нобуо Уэмацу.
По словам Пауля, это шоу — «обычная музыкальная программа», созданная для «поддержания жизни искусства».

### Исполняемая музыка
На концертах Play! исполнялась музыка из следующих игр:
- ActRaiser
- Apidya
- Battlefield
- Black
- Blue Dragon
- Castlevania
- Chrono Cross
- Chrono Trigger
- Игры для Commodore 64
- Игры для Commodore Amiga
- Daytona USA
- Dreamfall
- Final Fantasy
- Guild Wars
- Halo
- Kingdom Hearts
- Lost Odyssey
- Metal Gear Solid
- Prey
- Shadow of the Colossus
- Shenmue
- Silent Hill
- Sonic the Hedgehog
- Stella Deus
- Super Mario Bros.
- Super Mario World
- The Chronicles of Riddick: Escape from Butcher Bay
- The Darkness
- The Elder Scrolls III: Morrowind
- The Elder Scrolls IV: Oblivion
- The Legend of Zelda
- The Revenge of Shinobi
- World of Warcraft

## Альбом
9 января 2009 года вышел CD и DVD-диск с записанным концертом в Праге. Музыка исполнялась чешским филармоническим камерным оркестром.
| №                   | Название                         | Длительность |
| ------------------- | -------------------------------- | ------------ |
| 1.                  | «PLAY! Opening Fanfare»          | 2:12         |
| 2.                  | «Попурри Commodore 64»           | 8:24         |
| 3.                  | «Castlevania»                    | 6:52         |
| 4.                  | «Sonic the Hedgehog»             | 6:41         |
| 5.                  | «Chrono Cross»                   | 4:45         |
| 6.                  | «Silent Hill 2»                  | 2:58         |
| 7.                  | «Halo»                           | 7:28         |
| 8.                  | «Kingdom Hearts»                 | 4:41         |
| 9.                  | «Battlefield»                    | 6:42         |
| 10.                 | «World of Warcraft»              | 7:40         |
| 11.                 | «The Elder Scrolls IV: Oblivion» | 9:16         |
| 12.                 | «Guild Wars»                     | 6:56         |
| Общая длительность: | Общая длительность:              | 74:35        |

## Признание и охват
Концерты всегда получили положительные отзывы критиков, а слушатели иногда даже аплодировали стоя. Джереми Соул, создатель саундтрека для The Elder Scrolls IV: Oblivion, сказал, что он «считает Play! уникальным явлением».
По словам Пауля, Play! позволяет «раскручивать» работы композиторов, а также «повышать популярность жанра музыки в видеоиграх». Эрни Рот утверждает, что концерты позволяют внедрять классическую музыку в общество и «привлекать новых слушателей». Согласно Соулу, концерты, на которых исполняется музыка из компьютерных игр, позволяет продемонстрировать предыдущему поколению, что «звуки в видеоиграх не заканчиваются на „бипах“ и „бопах“». Один из дирижёров, участвовавший в концерте, заметил, что Play! стирает границы между возрастами, объединяя предыдущее и нынешнее поколения.